# 陆延
陆延（？—524年10月2日），胡姓步陆孤氏，字契胡提，河南郡洛阳县（今河南省洛阳市东）人，北魏官员。

## 生平
陆延很有气魄和才干，在父亲死后袭爵为河南公，屡次升任长安镇将，出任安南将军、济州刺史，爵位依例降低，改封汝阳侯。京兆王元愉出任徐州刺史时，以陆延为元愉府司马，兼任彭城内史。正始初年，陆延出任武川镇将，又回朝出任太仆卿，再任都督沃野、武川、怀朔三镇诸军事，安北将军，怀朔镇大将，加散骑常侍。正光初年，陆延加金紫光禄大夫，再度出任太仆卿，接受使命抚慰秀容，正光五年八月丁酉（524年10月2日），南秀容牧民万于乞真反叛，将陆延杀害。

## 家庭

### 父亲
- 陆真，北魏安西将军、长安镇将、河南烈公

### 兄弟
- 陆什夤，北魏平南将军、光禄大夫

### 子女
- 陆丑，西魏征东将军、金紫光禄大夫、乐陵县开国子[6]